# Саламур
Саламур — кулинарный термин, имеющий несколько значений. Скорее всего происходит от латинского salis — «соль».
В русском языке наиболее часто употребляется со значениями:
1. Рассол (со специями)[1].
2. Блюдо — маринованная рыба.
3. Соус.

В украинской Бессарабии и Подунавье саламур — это соус на основе соли, чеснока, специй, уксуса, растительного масла и рыбного отвара, подаваемый к ухе. В Румынии (saramur) и Болгарии (саламура) — просто рассол, а также рыбное блюдо, солёный суп. В Турции (salamura) — рассол или маринад. Также на Украине «саламурить» означает замариновать мясо для шашлыка.
Рассказ «КЛООП»:

«Внизу приятелей нагнал седовласый служащий. Он нес в вытянутых руках мокрый пакет с брынзой. Оттуда капал саламур…».